# Sinan (cràter)
Sinan és un cràter d'impacte en el planeta Mercuri de 134 km de diàmetre. Porta el nom de l'arquitecte rus Mimar Sinan (1489-1588), i el seu nom va ser aprovat per la Unió Astronòmica Internacional el 1976.
Està situat al nord-est del cràter Yeats i al sud-est del cràter Li Po. Té un cràter secundari al costat sud-sud-oest del sòl del cràter, i té un pou simètric lleugerament a l'oest del centre. Juntament amb un cràter sense nom més petit en la seva vora sud, el cràter Sinan forma una forma similar al pal d'espasa que es troba en les cartes de pòquer.